# Sint-Vedastuskerk (Nederename)

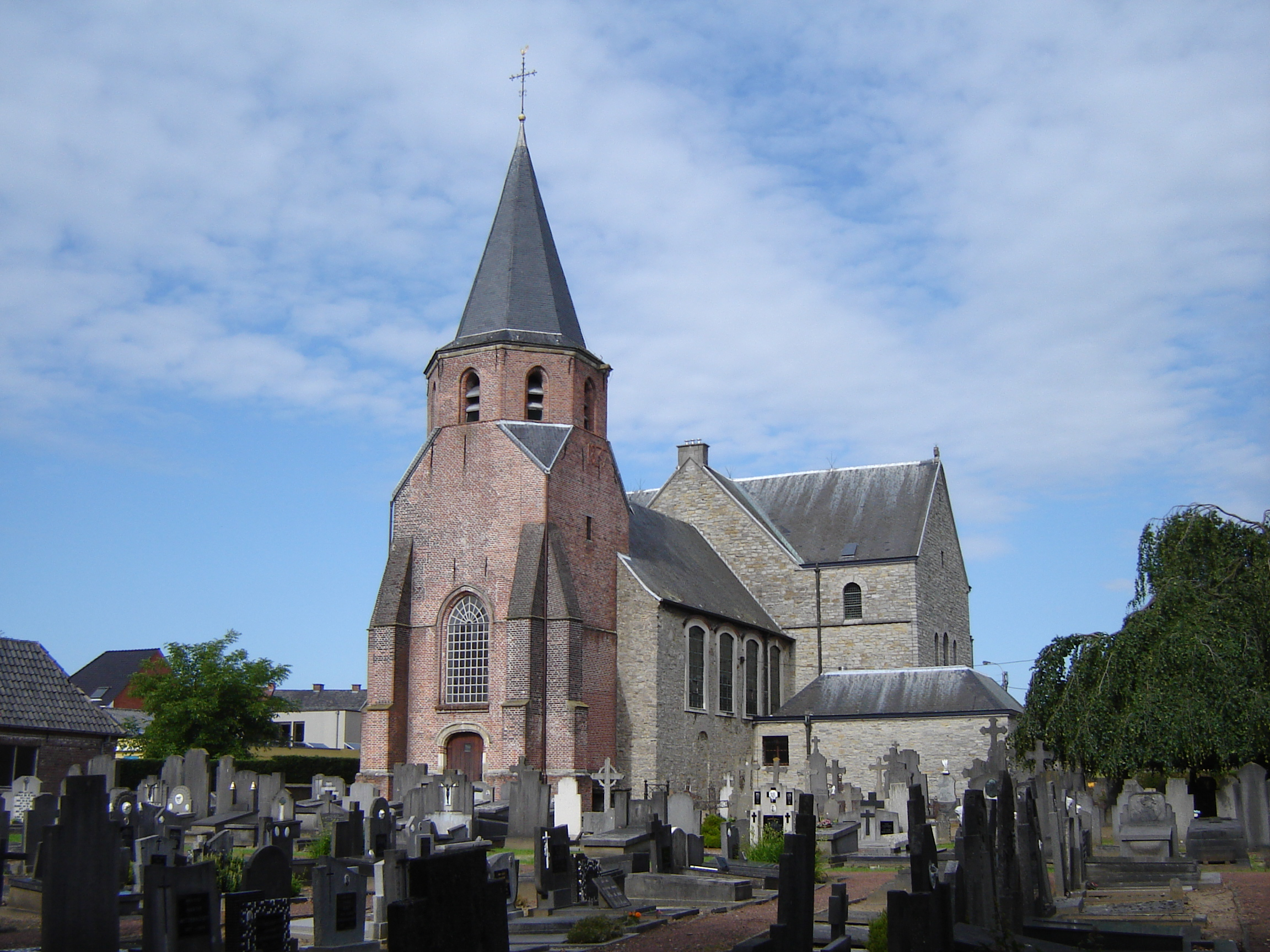
Sint-Vedastuskerk

De Sint-Vedastuskerk is de parochiekerk van de tot de Oost-Vlaamse gemeente Oudenaarde behorende plaats Nederename, gelegen aan de Oudstrijdersstraat 111.

## Geschiedenis
In 1063 werd de kerk voor het eerst vermeld, maar er was mogelijk al voor 973 een kerk. Het was een eenbeukige romaanse kerk waarvan het patronaatsrecht sinds 1115 berustte bij de Abdij van Ename.
Omstreeks 1400 werd een gotische westtoren aangebouwd. Eind 16e eeuw werd de kerk, tijdens de godsdiensttwisten, beschadigd. Begin 17e eeuw werd de schade hersteld. In de 18e eeuw werden de romaanse vensters door grotere vervangen. In 1845 werd Nederename een succursaalkerk van die van Ename.
In 1939 werd de kerk vergroot in neoromaanse trant, naar ontwerp van Henri Valcke. Hierbij werd het romaanse koor gesloopt om vervangen te worden door een driebeukig kerkschip. Het oorspronkelijk romaanse schip werd ingericht als koor. Hierdoor keerde de oriëntatie van de kerk om.
Achter de kerk bevindt zich een kerkhof.

## Gebouw
Het betreft een driebeukige neoromaanse kerk van 1939 met niet-uitspringend transept, gebouwd in Doornikse steen die als breuksteen werd toegepast. Het romaans koor (vroeger kerkschip) is uit hetzelfde materiaal opgetrokken. De westtoren, tegen het huidige koor aangebouwd, is gotisch. De toren heeft een vierkante basis en een achtkante klokkenverdieping.

## Interieur
De kerk bezit enkele schilderijen, waaronder een aanbidding der herders (1660-1670) door Simon II de Pape. Ook zijn er enkele 18e-eeuwse schilderijen.
Ook uit de 18e eeuw is een kruisbeeld in gepolychromeerd hout, en een engel. Er is een 17e-eeuws gemarmerd houten portiekaltaar in barokstijl. De 18e-eeuwse preekstoel is in Lodewijk XVI-stijl, evenals een biechtstoel.